# Angajarea răspunderii guvernului
Angajarea răspunderii guvernului sau asumarea răspunderii guvernului (după cum mai este cunoscută), este o procedură prevăzută de articolul 114 din Constituția României prin intermediul căreia Guvernul urmărește adoptarea unui proiect de lege sau program printr-o modalitate simplificată față de procedura legislativă obișnuită.

## Procedură
Prima etapă a angajării răspunderii o reprezintă întocmirea proiectului de către Guvern ca inițiator. Ulterior acestui fapt se adoptă o hotărâre de Guvern prin care acesta urmărește asumarea. După aceea proiectul de lege sau de program este prezentat Birourilor Permanente Reunite ale Camerei Deputaților și Senatului care stabilește un termen în care parlamentarii pot depune modificări. Aceste modificări se transmit Guvernului care decide dacă le acceptă sau nu.
A doua etapă este reprezentată de prezentarea proiectului sau programului de către prim-ministrul României în ședință comună a Camerei Deputaților și Senatului. Această ședință are ca element specific faptul că proiectul sau programul asupra căruia Guvernul își angajează răspunderea nu este dezbătut și nici votat de parlamentari. După prezentarea făcută de către premier începe să curgă un termen de 3 zile în care se poate introduce o moțiune de cenzură împotriva Guvernului. Dacă în acest termen nu s-a introdus moțiune de cenzură sau aceasta a fost respinsă, proiectul de lege sau programul se consideră adoptat și merge la promulgare la Președintele României.    
Dacă moțiunea de cenzură este adoptată, Guvernul este demis și proiectul sau programul este considerat respins.
Chiar dacă proiectul de lege este adoptat, acesta poate fi contestat la Curtea Constituțională în condițiile articolului 146 litera a) din Constituție sau Președintele României poate cere reexaminarea legii.